# Моожен, Жуан
Жуан Моожен де Оливейра (порт. João Moojen de Oliveira, 1 декабря 1904, Леопольдина, Минас-Жерайс — 31 марта 1985, Рио-де-Жанейро) — бразильский зоолог.

## Биография
Среднее образование получил в Колежиу Педру II в 1918—1921 годах. В 1922—1925 году учился на Фармацевтическом факультете Университета Бразилии. С 1925 по 1932 год он преподавал различные дисциплины (естественная история, естествознание, физика, химия, английский, французский, геометрии, историю Бразилии и историю цивилизаций) в гимназии Алем-Параиба, Минас-Жерайс.
В 1933 году он был приглашен преподавать общую биологию и зоологию в колледже сельского хозяйства и ветеринарной медицины Минас-Жерайса. С августа 1933 по декабрь 1937 был председателем факультета биологии. В это время сделал несколько поездок для сбора зоологического материала. В 1938 году Моожен стал профессором и руководителем кафедры общей биологии и зоологии факультета науки Федерального университета Висозы.
В 1939 году поступил в отдел зоологии Национального музея Бразилии, где он работал до 1969 года. В 1945—1948 годах учился в аспирантуре Университете штата Канзас, США. В 1950 году он стал доктором естественной истории на Национальном факультете философии в Университете Бразилии.

## Некоторые публикации
- «Moojen, J.» Os roedores do Brasil — Rio de Janeiro, GB (Brazil). 1952. 214 p.
- «Moojen, J.» Captura e preparacao de pequenos mamiferos para colecoes de estudos. Rio de Janeiro: Imprensa National. 1943
- «Moojen, J.» Speciation in the Brazilian spiny rats (Рода Proechimys, Family Echimyidae). Univ. Kans. Publ., Mus. Nat. Hist. 1948. 1: 301—406.
- «Moojen, J.» Alguns mamíferos colecionados no nordeste do Brasil, com a descrição de duas espécies novas e notas de campo. Boletim do Museu Nacional, Nova Série, Zoologia, Rio de Janeiro, 1943, (5):1-14.
- «Moojen, J.» A new Clyomys from Paraguay (Rodentia, Echimyidae). Journal of the Washington Academy of Sciences, Washington, 1952, 42(3):102.